# 費拉拉畫派
費拉拉畫派（School of Ferrara）是文藝復興時期在費拉拉公國蓬勃發展的一群畫家。費拉拉由埃斯特家族統治，該家族以其對藝術的贊助而聞名。1470年，隨著埃爾科萊·德斯特一世的登基，家族的庇護範圍不斷擴大，家族繼續掌權，直到1597年埃爾科萊·德斯特一世的曾孫阿方索二世去世，家族繼承中斷。之後費拉拉相繼被教宗和奧地利軍隊佔領。該學派發展的繪畫風格似乎融合了曼圖亞、威尼斯、倫巴第、波隆那和佛羅倫斯的影響。
費拉拉畫派與波隆那畫派的聯繫尤其緊密。隨著1598年埃斯特家族的終結，當地收藏品（如曼圖亞貢薩加家族的收藏）大部分分散各地。

## 外部連結
- Dosso Dossi: Court Painter in Renaissance Ferrara （页面存档备份，存于）, a full text exhibition catalog from The Metropolitan Museum of Art
- Census of Ferrarese Paintings and Drawings  （页面存档备份，存于）
- Italian Paintings: North Italian School （页面存档备份，存于）, a collection catalog containing information on a variety of Ferrara artists.